# Драјфусова афера
Драјфусова афера (фр. L'affaire Dreyfus) је био политички скандал у Француској који је изазвао дубоке поделе у друштву између 1894. и 1906. године. Афера носи назив по Алфреду Драјфусу, јеврејском официру који је осуђен на доживотну робију због шпијунаже у корист Немачке. Након неколико година ослобођен је кривице. Драјфусова афера данас се често наводи као најпознатији пример неправедних оптужби и осуди недужних људи. 

## Историја
Класна борба у Француској деведесетих година заоштрила се око чувене Драјфусове афере. Године 1894. откривено је да је један француски војник продао немачком војном аташеу тајне војне документе. Сумња је пала на капетана Драјфуса који је био Јеврејин. Он је, без икаквих доказа, осуђен на доживотну робију на Ђавољем Острву. Драјфусови рођаци прикупили су доказе о Драјфусовој невиности и кривици мајора Фердинанда Естерхазија. Војна клика, међутим, није дозволила обнову процеса. Случај је привукао велику пажњу народа и штампе. Свуда се само о томе говорило. Образована су два табора: драјфусовцима су пришли радници и представници интелигенције, а антидрајфусовцима монархисти, националисти и клерикалци. Председник Феликс Фор (1895—1899) подупирао је антидрајфусовце. Афера је решена доласком на председничко место Емила Лубе, републиканца. Националисти и монархисти покушали су да га нагнају да се повуче, али безуспешно. Против ширења афере борио се и нови кабинет председника владе Валдека Русоа. Године 1899. обновљен је процес на коме је Драјфус поново проглашен кривим. Тако се нова влада постарала да се сасвим не открије злочин реакционарних војних кругова у Драјфусовој афери. Невин Драјфус је осуђен, а кривац Естерхази прикривен. Тек касније, 1906. године, процес је поново отворен. Драјфус је проглашен невиним и рехабилитован је.

## Занимљивости
У афери је узео учешћа и француски писац Емил Зола који је 1898. године упутио отворено писмо председнику републике. Писмо је познато под називом "Оптужујем". У њему је Зола оптужио реакционарне представнике војске који су се послужили лажним документима у жељи да прикрију правог кривца. Због свог поступка, Зола је стављен под суд и осуђен на затвор, али је успео да побегне у Енглеску.
Афера је изазвала бројне антисемитске демонстрације, које су, заузврат, утицале на емоције унутар јеврејских заједница средње и западне Европе. Ове демонстрације су утицале на међународни покрет ционизма убедивши једног од његових оснивача, Теодора Херцла, да Јевреји морају да напусте Европу и успоставе своју државу.

## Глас Црногорцао овој афери
Глас Црногорца је писао 1899. о овој афери, осуђујући јеврејски став по овом питању, као и саме Јевреје. По том листу, Драјфусов синдикат је уловио касациони суд у своју мрежу. Хтео је да учини немогућим Кесне де Борпера, који није имао воље да потпише ревизију парнице, нити га је с правог пута могао стерати ни новац, ни претња, ни благ притисак. Лист даље констатује: Чифутски (жидовски) листови су запјенушили од бјеснила, те најгадније нападају Кесне де Борнера зато, што је имао смјелости да устане у обрану војске против чивутски ујудрама. Нарочито инострани Драјсуфовци безобзирно грде и руже овог одважног Француза и проглашавају га за луду! Дакле, луда је онај човјек, који устаје да брани интерес своје отаџбине и част војске, узданице француске! Заиста, само Чивути могу тако дрски бити, јер они и не знају што је то право родољубље... Родољуби француски се боје, да република може доћи у опасност, ако синдикату париског обер-рабинера Задоккана пође за руком, да ослободе Драјфуса...

## Карикатуре у листуВрач погађач
Хумористичко-сатирични српски лист Врач погађач из Загреба је објављивао и карикатуре везане за ову аферу. У њима је нападао Емила Золу, који је стао у одбрану Драјфуса.
- Број 4, 1898.
- Број 5, 1898.